# 中部電力ラグビー部
中部電力ラグビー部（ちゅうぶでんりょくラグビーぶ、英: Chubu Electric Power Rugby Football Club）は、トップウェストAリーグに所属している中部電力のラグビーユニオンチーム。

## 概要
- モットーは「仕事もラグビーも一流であれ」[2]
- 練習及び公式戦を行うグラウンドは、愛知県日進市にある中部電力日進総合グランドである[3]。

## 歴史
出典：
- 1936年　前身である東邦電力ラグビー部が創部
- 1942年　前身である中部配電ラグビー部が創部
- 1951年　中部電力ラグビー部として創部
- 1991年-1999年　東海社会人ラグビーAリーグで9連覇を達成
- 2000年　東海社会人ラグビーリーグから関西社会人ラグビーリーグに転籍
- 2001年　7勝0敗で関西社会人ラグビーCリーグで優勝し、関西社会人ラグビーBリーグに昇格
- 2002年　3勝3敗で関西社会人ラグビーBリーグで4位となり、トップウェストに参入
- 2016年　トップウェストAで2位となり、ジャパンラグビートップチャレンジリーグに昇格
- 2017年　トップチャレンジリーグで最下位に終わり、トップウェストAに自動降格

## タイトル
- トップウェストAリーグ　優勝：2回（2018, 2019）

## 成績

### リーグ戦戦績
- 2003-2004 トップウェストA 4位（3勝4敗）
- 2004-2005 トップウェストA 6位（2勝5敗）
- 2005-2006 トップウェストA 6位（2勝5敗）
- 2006-2007 トップウェストA 6位（3勝5敗）
- 2007-2008 トップウェストA 7位（6敗）
- 2008-2009 トップウェストA 5位（1勝4敗）
- 2009-2010 トップウェストA 4位（3勝5敗）
- 2010-2011 トップウェストA 4位（2勝2敗）
- 2011-2012 トップウェストA 2位（4勝2敗）、トップチャレンジ2：2位、トップウェストA残留
- 2012-2013 トップウェストA 3位（2勝2敗）
- 2013-2014 トップウェストA 2位（4勝2敗）、トップチャレンジ2：3位、トップウェストA残留
- 2014-2015 トップウェストA 3位（3勝3敗）
- 2015-2016 トップウェストA 2位（5勝2敗）、トップチャレンジ2：3位、トップウェストA残留
- 2016-2017 トップウェストA 2位（4勝3敗）、トップチャレンジ2：2位、トップチャレンジリーグ昇格
- 2017-2018 トップチャレンジリーグ 8位（1stステージ：8位 7敗、2ndステージ：3敗）、トップウェストAへ自動降格
- 2018-2019 トップウェストA 優勝（8勝）、3地域チャレンジ：2位、トップチャレンジリーグ入替戦：敗戦、トップウェストA残留
- 2019-2020 トップウェストA 優勝（8勝）
- 2021-2022 トップウェストA 2位（リーグ戦：レッドカンファレンス1位 3勝、順位決定戦：1・2位決定戦 敗戦）
- 2022-2023 トップウェストA 2位（7勝1敗）
- 2023-2024 トップウェストA 3位（6勝1敗）
- 2024-2025 トップウェストA 優勝（6勝1敗）、3地域社会人リーグ順位決定戦：3位

## 選手
2025年4月2日現在
| ポジション | 氏名       | 生年月日               | 身長 cm | 体重 kg | 出身校       | 代表歴                    | 備考         |
| ---------- | ---------- | ---------------------- | ------- | ------- | ------------ | ------------------------- | ------------ |
| PR         | 長江有祐   | 1985年7月19日（39歳）  | 170     | 110     | 京都産業大学 | 日本代表（18CAP）         | FWコーチ兼任 |
| PR         | 本間優     | 1993年6月19日（31歳）  | 172     | 101     | 大東文化大学 |                           |              |
| PR         | 青山健太   | 1994年12月16日（30歳） | 175     | 105     | 日本大学     |                           |              |
| PR         | 辻龍哉     | 1998年4月6日（26歳）   | 183     | 102     | 明治大学     |                           |              |
| PR         | 近藤芽吹   | 1998年4月21日（26歳）  | 176     | 105     | 帝京大学     | U17日本代表・高校日本代表 | FWリーダー   |
| PR         | 六車高寧   | 1998年4月26日（26歳）  | 170     | 104     | 同志社大学   |                           |              |
| PR         | 真山文一   | 1998年6月29日（26歳）  | 180     | 105     | 同志社大学   |                           |              |
| PR         | 鈴木天良   | 1999年3月29日（26歳）  | 174     | 100     | 西陵高校     |                           |              |
| PR         | 内田康介   | 2001年12月23日（23歳） | 176     | 104     | 筑波大学     |                           |              |
| HO         | 紀伊遼平   | 2001年2月16日（24歳）  | 173     | 100     | 明治大学     | U17日本代表/高校日本代表  |              |
| HO         | 安藤良太   | 2001年5月14日（23歳）  | 178     | 98      | 東海大学     |                           |              |
| LO         | 三枝優介   | 1995年7月21日（29歳）  | 181     | 90      | 中央大学     |                           |              |
| LO         | 長田拓真   | 1996年5月27日（28歳）  | 183     | 103     | 中央大学     |                           |              |
| LO         | 桑田陽介   | 1997年5月29日（27歳）  | 185     | 100     | 早稲田大学   |                           | 主将         |
| LO/FL      | 亀沖泰輝   | 1999年12月30日（25歳） | 184     | 100     | 天理大学     |                           |              |
| LO         | 鈴木康生   | 2000年12月22日（24歳） | 186     | 94      | 同志社大学   |                           |              |
| FL         | 古井孝和   | 1995年3月4日（30歳）   | 183     | 92      | 立命館大学   |                           |              |
| FL         | 鬼頭悠太   | 1997年7月11日（27歳）  | 170     | 94      | 中央大学     |                           |              |
| FL         | 池上玲央   | 2002年2月14日（23歳）  | 173     | 83      | 帝京大学     |                           |              |
| FL         | 佐藤健斗   | 2001年8月7日（23歳）   | 175     | 86      | 中部大学     |                           |              |
| NO8        | 高田将侑   | 1993年4月9日（31歳）   | 178     | 101     | 同志社大学   |                           |              |
| NO8        | 石田翔吾   | 1999年4月3日（25歳）   | 177     | 95      | 中京大学     |                           |              |
| SH         | 松山将輝   | 1999年9月13日（25歳）  | 166     | 71      | 近畿大学     |                           |              |
| SH         | 西川敢太   | 2000年8月15日（24歳）  | 165     | 70      | 京都産業大学 |                           | 副将         |
| SH         | 畠中優凪   | 1997年1月16日（28歳）  | 163     | 76      | 立命館大学   |                           |              |
| SO         | 棚橋優大   | 1996年1月9日（29歳）   | 173     | 80      | 天理大学     |                           |              |
| SO         | 鬼木秀一   | 1996年9月5日（28歳）   | 173     | 83      | 帝京大学     |                           |              |
| SO         | 津田貫汰   | 2000年10月17日（24歳） | 181     | 90      | 中央大学     |                           |              |
| CTB        | 小椋統平   | 1997年8月2日（27歳）   | 174     | 86      | 明治大学     |                           |              |
| CTB        | 井上正規   | 1997年1月17日（28歳）  | 168     | 83      | 福岡大学     |                           |              |
| CTB        | 長野成貴   | 1998年3月12日（27歳）  | 182     | 91      | 帝京大学     |                           |              |
| CTB        | 谷川司     | 1999年4月30日（25歳）  | 177     | 88      | 同志社大学   |                           |              |
| WTB        | 鶴田桂樹   | 1996年2月28日（29歳）  | 172     | 80      | 同志社大学   |                           | BKリーダー   |
| WTB        | 高比良隼輝 | 2000年3月17日（25歳）  | 175     | 80      | 明治大学     |                           |              |
| WTB        | 芦塚仁     | 2001年9月29日（23歳）  | 178     | 93      | 同志社大学   |                           |              |
| FB         | 野々山紘旨 | 1999年3月19日（26歳）  | 169     | 85      | 中部大学     |                           |              |
| FB         | 笠原浩史   | 2001年2月12日（24歳）  | 173     | 85      | 同志社大学   | U17日本代表               |              |
| FB         | 林哲平     | 2001年5月24日（23歳）  | 176     | 81      | 明治大学     |                           |              |

## 過去の所属選手
（一部）
- 吉井耕平

- 河野良太
- ジャスティン・コベニー
- 市川敬太